# Camper (empresa)
Camper és una empresa internacional de calçat amb seu a Inca (Mallorca). Fou fundada per Llorenç Fluxà Rosselló el 1975 després d'heretar una fàbrica de sabates del seu pare, Llorenç Fluxà Figuerola, que al seu torn havia heretat del seu pare Antoni Fluxà. Camper opera 52 botigues propietat de la companyia a Nord-amèrica, Europa, Àsia i Austràlia, i també distribueix a milers de botigues multimarca d'altri. El lema de la companyia és "la imaginació camina."
L'any 1998 va rebre el Premio Nacional de Diseño en la modalitat d'empreses.
Camper ha començat a ampliar la seva marca en el sector de l'hostaleria amb un hotel i un restaurant a Barcelona i un a Berlín. Al costat de cada hotel hi ha un bar DosPalillos, un restaurant concepte de tapes asiàtiques però d'estil espanyol. Inaugurat el desembre de 2008 sota la gestió d'Albert Raurich, l'ex cap de cuina d'El Bulli entre 2001 i 2007. Ferran Adrià i Fernando Amat de Vinçon també van participar en aquest projecte.